# فرودگاه شهری توئیسپ
فرودگاه شهری توئیسپ (به انگلیسی: Twisp Municipal Airport)  یک فرودگاه همگانی   است که یک باند فرود آسفالت دارد و طول باند آن ۸۲۳ متر است. این فرودگاه در  کشور ایالات متحده آمریکا قرار دارد و در ارتفاع ۴۸۸ متری از سطح دریا واقع شده است.